# محمد أحمد عالم
العقيد محمد أحمد عالم (بالصومالية: Maxamed Axmed Caalin)‏ (1950 - 2023) سياسي صومالي وقائد عسكري سابق والرئيس الثاني لولاية غلمدغ الصومالية المتمتعة بالحكم الذاتي.

## خلفية تاريخية
وُلد العقيد محمد عالم في العاصمة الصومالية مقديشو في 20 أكتوبر 1951 وتلقى تعليمه الأساسي في مدينة بلد وين
خدم عالم في القوات المسلحة الصومالية ووصل إلى رتبة عقيد.
انتُخب رئيسا لولاية غلمدغ بوسط الصومال في 14 أغسطس 2009 وشغل المنصب حتى 1 أغسطس 2012، حين حجب مجلس النواب الثقة عنه

## وفاته
توفي في 31 أكتوبر 2023 في العاصمة البريطانية لندن.